# Herekol Dağı
Der Herekol ist ein Berg in der Türkei. Er ist 2838 m hoch und befindet sich im Landkreis Pervari. Der Herekol gehört zu der südöstlichen Tauruskette und bildet den höchsten Punkt der Provinz Siirt. Auf Karten ist auch die Bezeichnung Yazlıca Dağı geläufig.
Die Hänge waren ursprünglich mit Eichbäumen bewaldet. Der Bestand hat allerdings stark abgenommen. Im Südosten des Herekol befindet sich das enge Behrancı-Tal. An den Hängen des Herekol entspringt der Kilis-Bach, der sich in ost-westlicher Richtung fließend mit dem Botan vereinigt.  

## Bedeutung
In der Region des Herekol finden und fanden häufig Kämpfe zwischen der Türkischen Armee und Kräften der kurdischen Guerilla statt. In der Vorstellungswelt der Arbeiterpartei Kurdistans besitzt der Herekol daher große Bedeutung.